# Station Aabybro
Station Aabybro is een voormalig station in Aabybro, Denemarken. Het station lag aan de lijn Fjerritslev - Frederikshavn en was tevens het eindpunt van de lijn Hjørring - Aabybro. Het stationsgebouw is bewaard gebleven.

## Geschiedenis
Bij de opening van het station in 1897 was het een halte aan de spoorlijn van Fjerritslev naar Frederikshavn. In 1913 werd de spoorlijn Hjørring - Løkken - Aabybro geopend, waarbij station Aabybro als eindpunt van deze nieuwe lijn fungeerde. Dankzij het spoor maakte het dorp Aabybro een snelle groei door.
Station Aabybro had een eilandperron en een omloopspoor. Aan de zuidzijde lagen drie opstelsporen, een depot, draaischijf en een goederenloods. 
Op 29 september 1963 werd de spoorlijn tussen Hjørring en Aabybro opgeheven. De spoorlijn Fjerritslev - Frederikshavn werd op 1 april 1969 stilgelegd, waarmee er een definitief einde kwam aan het spoorvervoer in Aabybro.

## Viaduct
In 1963 werd er aan de westzijde van het station een verkeersweg aangelegd met een viaduct over de drie emplacementssporen heen. Toen het viaduct gereed was, eindigde echter het spoorvoer naar Hjørring; met de sluiting van de lijn Fjerritslev - Frederikshavn in 1969 werd het viaduct geheel overbodig.